# Lüchow (Wendland)
Lüchow (Wendland) – miasto powiatowe w Niemczech, w kraju związkowym Dolna Saksonia. Jest siedzibą powiatu Lüchow-Dannenberg i jednocześnie administracji gminy zbiorowej Lüchow (Wendland). Ma charakterystyczną zabudowę zabytkowego centrum miasta z budynkami o konstrukcji i fasadach muru pruskiego.

## Położenie geograficzne
Lüchow (Wendland) leży w południowej części powiatu Lüchow-Dannenberg. Przez środek miasta płynie rzeka Jeetzel, lewy dopływ Łaby. W obszarze miasta można wyróżnić jeszcze kilka akwenów. Są to Lübelner Mühlenbach, lewy dopływ Jeetzel, Alte Jeetzel, odnoga Jeetzel, kanały: Luciekanal i Königshorster Kanal. Ponadto jest wiele małych cieków wodnych oraz rowów melioracyjnych.

## Podział miasta
Miasto Lüchow (Wendland) składa się z wielu dzielnic. Były to przed reformą obszarów gminnych w 1972 samodzielne miejscowości: Beutow, Bösel, Gollan, Grabow, Jeetzel, Kolborn, Krautze, Künsche, Loge, Lübeln, Lüchow, Lüsen, Müggenburg, Plate, Rantzau, Reddebeitz, Reetze, Rehbeck, Saaße, Satemin, Seerau, Tarnitz i Weitsche.

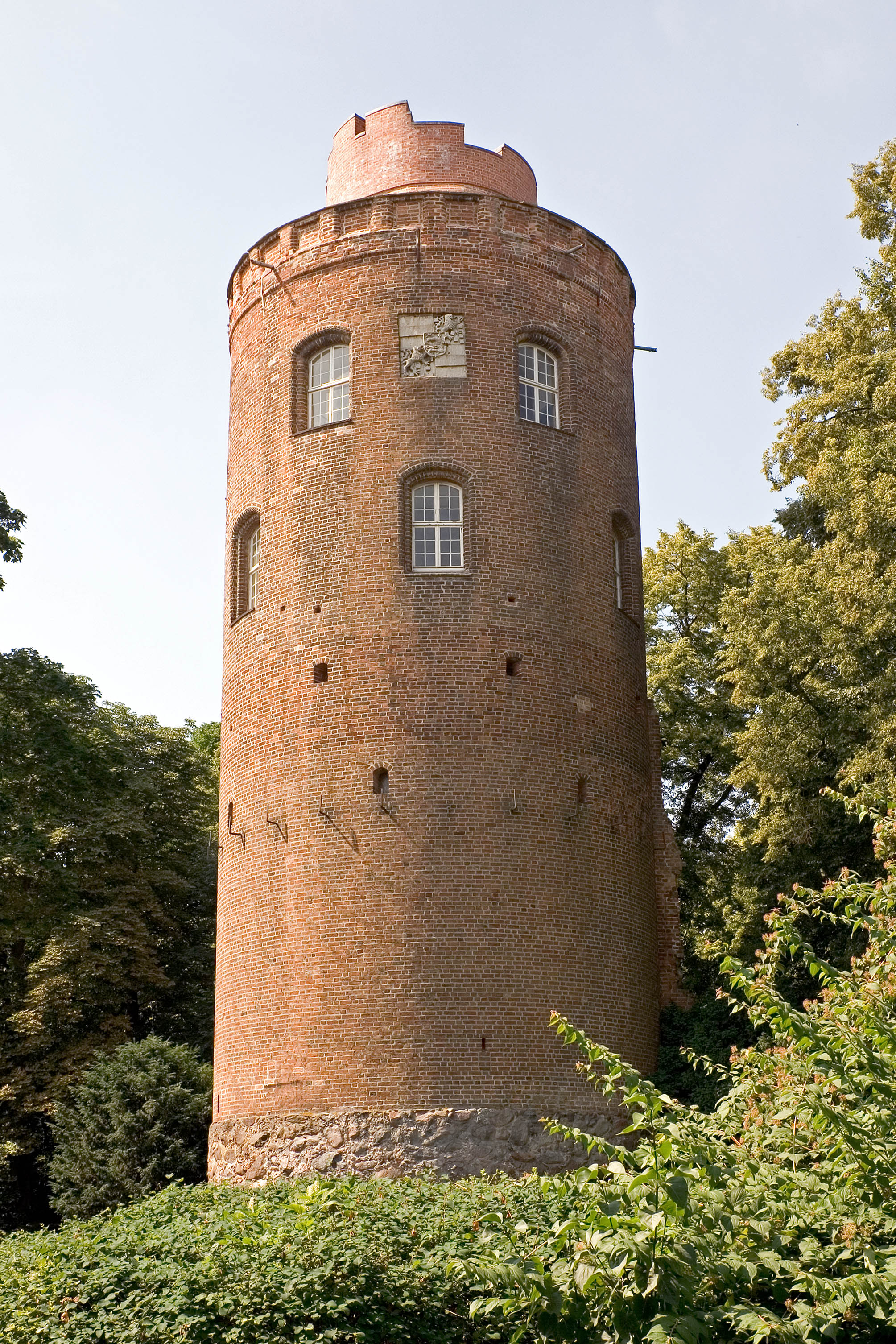
Wieża, pozostałość po zamku hrabstwa Lüchow

## Historia
Lüchow (Wendland) było po raz pierwszy wzmiankowane w 1158, a prawa miejskie otrzymało w 1293. Tereny, na których leży miasto, zasiedlało już od VII wieku n.e. plemię Drzewian należące do Słowian połabskich. Również nazwa miejscowości pochodzi od pierwotnej nazwy słowiańskiej, która brzmiała prawdopodobnie Ljugow lub Lugow. 
Na tych terenach ustanowione było hrabstwo Lüchow, które istniało w okresie 1044 – 1320. Było blisko powiązane ze Starą Marchią i Brandenburgiem. Po rozwiązaniu hrabstwa w 1320 Lüchow stał się częścią Księstwa Brunszwiku i Lüneburga aż do 1815, kiedy wraz ze wspomnianym księstwem został włączony do Księstwa Elektorskiego Hanower, które było Królestwem Hanoweru od tego roku a od 1866 pruską prowincją.

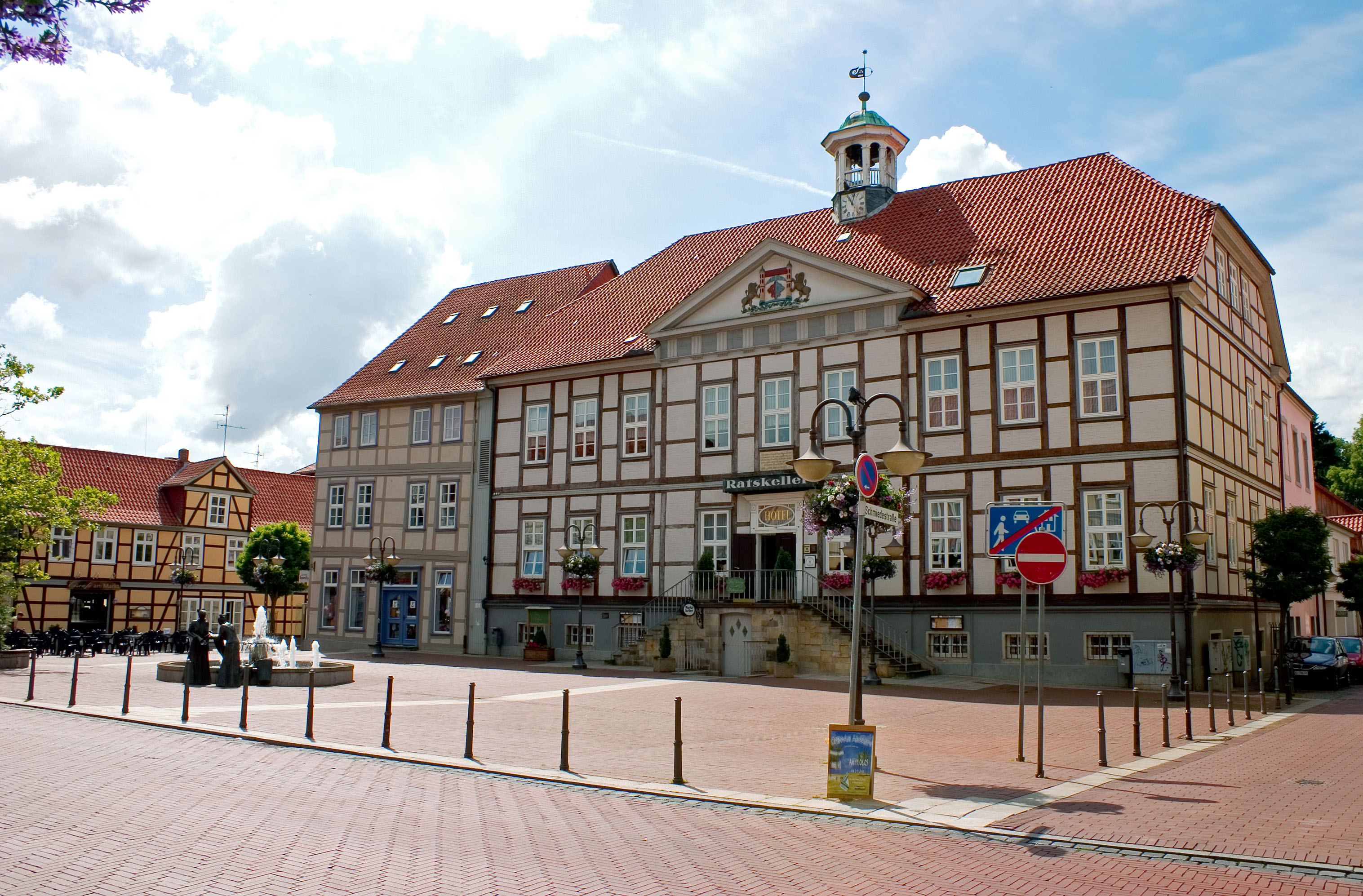
Rynek w Lüchow (Wendland) z ratuszem

## Zabytki
- wieża – pozostałość po zamku hrabiowskim w sercu miasta, pośród parku otoczonego pozostałością po słowiańskim wale ziemnym, wewnątrz którego znajdował się najstarszy słowiański gród
- wieża dzwonnicza będąca częścią dawnych murów miejskich wzmiankowana w 1655
- trójnawowy kościół św. Jana (Sankt-Johannis-Kirche) z 1298
- szkoła łacińska z 1699
- budynki urzędowe i sądowe z 1852 i 1885
- przy ul. Bergstraße 54 znajduje się najstarsza zachowana kamienica z 1768
- ratusz na centralnym placu z 1816
- niektóre części miasta i wiele wsi wokół (w powiecie jest ich ok. 100) mają bardzo charakterystyczny kształt okolnic, co nie daje zapomnieć, że pierwszymi mieszkańcami byli tu słowiańscy Drzewianie. Jeszcze nawet w XVIII wieku mówiono tu po drzewiańsku.

## Współpraca
- Céret, Francja od 1983
- Hällefors, Szwecja
- Newberg, USA od 1985
- Oborniki, Polska od 2007

## Transport
Lüchow (Wendland) znajduje się od wieków na uboczu szlaków komunikacyjnych. Z tego powodu są duże odległości do autostrad lub dróg szybkiego ruchu. Do metropolii hamburskiej można dojechać autostradą A39 (dawna A250), ale żeby ją osiągnąć należy jechać 67 km drogą krajową B248 do Dannenberg (Elbe) a potem drogą B216. Jeszcze dalej jest do południowego odcinka autostrady A39. Żeby do niej dotrzeć, należy jechać 75 km drogą B248 do Wolfsburga. W mieście krzyżują się dwie drogi krajowe B248 z Northeim do Dannenberg (Elbe) i B493 z Uelzen do Schnackenburga.
W Lüchow (Wendland) znajdował się kiedyś port rzeczny na rzece Jeetzel, z którego transportowano rolne towary do Hamburga przez Jeetzel i Łabę.